# SITFA

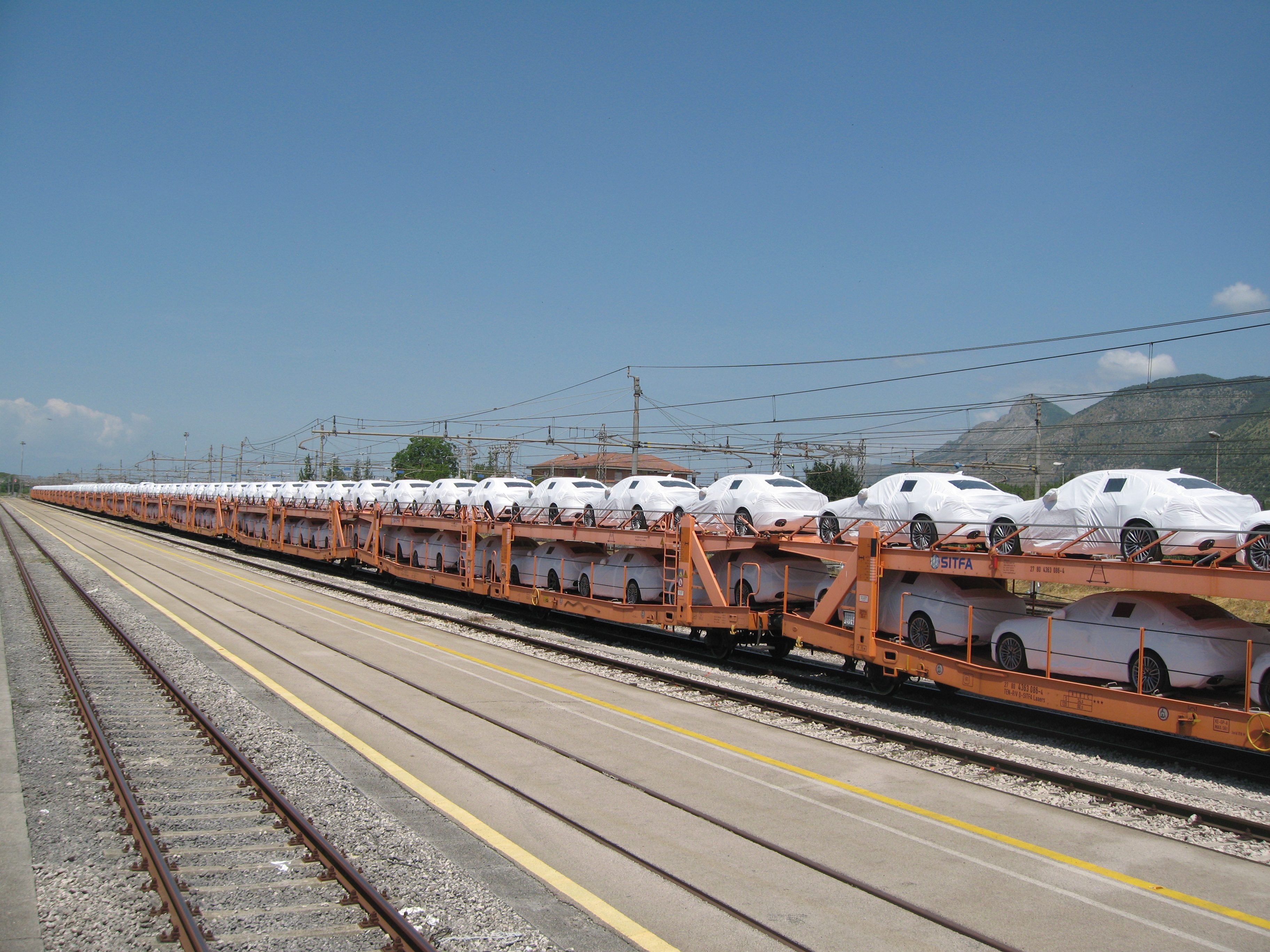
Carro SITFA tipo 560

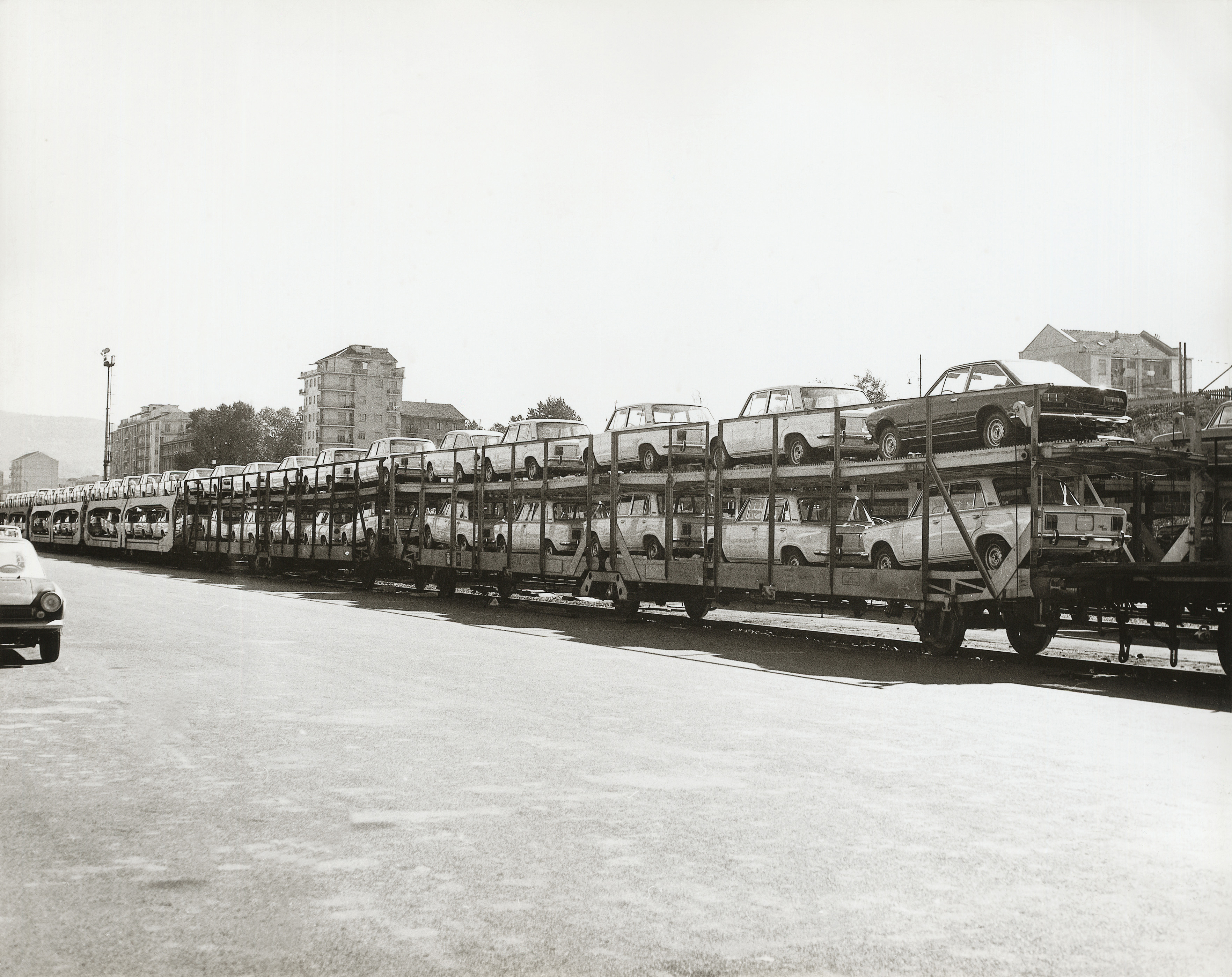
Treno SITFA negli anni Sessanta

SITFA - Società Italiana Trasporti Ferroviari Autoveicoli S.p.A. è l'unica società italiana attiva nel settore del trasporto ferroviario di autoveicoli.
Ha la sede operativa a Moncalieri, nell'hinterland di Torino.
La sua attiviità consiste nel programmare e comporre dei treni al carico presso i raccordi ferroviari delle fabbriche dei costruttori di automobili e monitorare i viaggi fino ai centri finali di distribuzione nei diversi mercati.
Nell'anno 2023 ha trasportato 400.000 vetture, 40 treni a settimana.
SITFA dispone di una flotta di circa 1.500 vagoni di proprietà con la caratteristica livrea arancione o blu.

## Storia
La società nasce a Torino nel 1962 ad opera della Züst Ambrosetti, allora leader mondiale delle spedizioni via terra, mare e aereo.
Oggi SITFA é una filiale della GAAL - Giovanni Ambrosetti Auto Logistica S.p.A. 
Nel quinquennio 2016-2021 è stato completato il primo programma di modernizzazione del parco. Centinaia di vagoni obsoleti sono stati rottamati e sostituiti con vagoni di nuova generazione, in grado di caricare le auto che oggi hanno maggior mercato e che sono molto più pesanti e più ingombranti di quelle che si vendevano fino a pochi anni fa: SUV, elettriche (BEV) e ibride (PHEV). Il secondo programma nel biennio 2025-2026 porterà 100 nuovi vagoni.